# Daniel Defert
Daniel Defert (Avallon, 10 settembre 1937 – Parigi, 7 febbraio 2023) è stato un filosofo, sociologo e attivista francese.
Fu per venticinque anni il compagno di Michel Foucault. Fu cofondatore del primo gruppo di sensibilizzazione dell'AIDS in Francia, AIDES, dopo la morte di Foucault per complicazioni legate alla malattia. Defert era anche l'erede del patrimonio di Foucault.

## Biografia
Incontrò Foucault mentre era studente di filosofia all'Università di Clermont Ferrand e la loro relazione durò dal 1963 fino alla morte del compagno nel 1984.
Professore universitario di sociologia, Daniel Defert era stato in precedenza assistente (1969–1970), maître-assistant (1971–1985),  maître de conférence (dal 1985) al Centre Universitaire di Vincennes, divenuto nel 1972 Université Paris VIII Vincennes.
Dopo la morte del suo partner per complicazioni legate all'AIDS, Defert fondò AIDES, la prima organizzazione di sensibilizzazione su questa malattia in Francia. Il nome richiama la parola francese per "aiuto" e l'acronimo inglese della malattia (l'acronimo francese è SIDA). Defert tenne la presidenza dal 1984 al 1991.
Defert fu membro del comitato scientifico per le scienze umane della Conferenza internazionale sull'AIDS (1986-1994); membro della Commissione mondiale per l'AIDS (1988-1993); membro del National Committee for AIDS (1989–98), della Global AIDS Policy Coalition dell'Università di Harvard (1994–1997) e dell'Haut Comité de la Santé Publique francese (dal 1998).
Fu autore di numerosi articoli nel campo dell'etnoiconografia e della salute pubblica.
Defert ereditò il patrimonio del compagno nonostante la loro unione avesse preceduto il riconoscimento da parte del governo francese delle coppie gay attraverso unioni civili (1999) o matrimonio (2013). Foucault non lasciò alcun testamento ufficiale; tuttavia aveva scritto una lettera indicando la sua intenzione di lasciare in eredità a Defert il suo appartamento e tutto il suo contenuto, che includeva il suo archivio e le bozze corrette per un manoscritto inedito. 
Curò con François Ewald il volume 4 di una raccolta postuma degli scritti di Foucault.
Defert è morto nel 2023, a 85 anni.